# Gran Premio d'Italia 1936
Il Gran Premio d'Italia 1936 è stata una corsa automobilistica di velocità in circuito.

## Vetture
Vetture iscritte alla gara.
| Costruttore | Vettura | Cilindrata            |
| ----------- | ------- | --------------------- |
| Alfa Romeo  | 8C 35   | 3800 cc - 8 cilindri  |
| Alfa Romeo  | 12C 36  | 4100 cc - 12 cilindri |
| Auto Union  | C       | 6000 cc - 16 cilindri |
| Maserati    | 6C 34   | 3700 cc - 6 cilindri  |
| Maserati    | V8RI    | 4800 cc - 8 cilindri  |

## Gara

### Griglia di partenza
Posizionamento dei piloti alla partenza della gara.
| Prima fila   | 3 Pos.                    |                          | 2 Pos.                     |                              | 1 Pos.                     |
| ------------ | ------------------------- | ------------------------ | -------------------------- | ---------------------------- | -------------------------- |
|              | Tazio Nuvolari Alfa Romeo |                          | Hans Stuck Auto Union      |                              | Bernd Rosemeyer Auto Union |
| Seconda fila |                           | 5 Pos.                   |                            | 4 Pos.                       |                            |
|              |                           | Achille Varzi Auto Union |                            | Ernst von Delius Auto Union  |                            |
| Terza fila   | 8 Pos.                    |                          | 7 Pos.                     |                              | 6 Pos.                     |
|              | René Dreyfus Alfa Romeo   |                          | Carlo Pintacuda Alfa Romeo |                              | Nino Farina Alfa Romeo     |
| Quarta fila  |                           | 10 Pos.                  |                            | 9 Pos.                       |                            |
|              |                           | Piero Dusio Maserati     |                            | Carlo Felice Trossi Maserati |                            |
| Quinta fila  |                           | 12 Pos.                  |                            | 11 Pos.                      |                            |
|              |                           | Pietro Ghersi Maserati   |                            | Clemente Biondetti Maserati  |                            |

### Risultati
Risultati finali della gara.
| Pos | Nr | Pilota                            | Scuderia           | Vettura           | Giri | Tempo/Ritiro |
| --- | -- | --------------------------------- | ------------------ | ----------------- | ---- | ------------ |
| 1   | 4  | Bernd Rosemeyer                   | Auto Union AG      | Auto Union C      | 72   | 3h43'25"0    |
| 2   | 18 | Tazio Nuvolari                    | Scuderia Ferrari   | Alfa Romeo 12C 36 | 72   | 3h45'30"3    |
| 3   | 8  | Ernst von Delius                  | Auto Union AG      | Auto Union C      | 70   | 3h44'07"1    |
| 4   | 24 | René Dreyfus                      | Scuderia Ferrari   | Alfa Romeo 12C 36 | 70   | 3h44'59"0    |
| 5   | 20 | Carlo Pintacuda                   | Scuderia Ferrari   | Alfa Romeo 8C 35  | 68   | 3h44'11"2    |
| 6   | 16 | Piero Dusio                       | Scuderia Torino    | Maserati 6C 34    | 59   | 3h45'13"2    |
| Rit | 22 | Nino Farina                       | Scuderia Ferrari   | Alfa Romeo 12C 36 | 57   | Meccanica    |
| 7   | 10 | Carlo Felice Trossi Ettore Bianco | Scuderia Torino    | Maserati V8RI     | 49   |              |
| Rit | 12 | Clemente Biondetti                | Scuderia Maremmana | Maserati 6C 34    | 30   |              |
| Rit | 6  | Achille Varzi Rudolf Hasse        | Auto Union AG      | Auto Union C      | 17   | Motore       |
| Rit | 2  | Hans Stuck                        | Auto Union AG      | Auto Union C      | 17   | Incidente    |
| Rit | 14 | Pietro Ghersi                     | Scuderia Maremmana | Maserati 6C 34    | 2    |              |

Note
Giro veloce:  Bernd Rosemeyer (2'59"6 nel giro 14).